# Five (musikgrupp)
Five, ibland stavat 5ive, är ett brittiskt pojkband som fick sitt genombrott 1997.

## Biografi
Simon Cowell ville 1996 starta ett nytt framgångsrikt pojkband. Han hade en audition för okända talanger. Simon ville att det nya pojkbandet skulle sticka ut, det skulle inte vara alltför likt de andra pojkbanden som klättrade på listorna, så som Take That, Boyzone, Westlife och Backstreet Boys. När alla sökande hade framträtt valde Simon ut de mest originella, han valde bland annat att blanda ihop personer som hade olika musikstilar: Ritchie som lutade åt rock, Jason som var en talangfull rappare, Scott som lyssnade på pop, Sean som ansågs ha en soulröst och Abz som också hade talang för att rappa.
Five's musikstil blev därför ett poppigt pojkband med inslag av hiphop och rock.
1997 släppte gruppen Slam Dunk Da Funk som blev framgångsrik. Gruppen hade flera låtar på topplistor runtom i världen. Med Everybody Get Up fick de sin första listetta i Storbritannien. Debutalbumet sålde platina i Sverige.
1999 kom deras andra skiva, Invincible. Gruppens första singel härifrån blev If ya gettin' down. Med Keep on Movin' fick gruppen sin andra listetta i Storbritannien. Då Scream-trilogin var så pass framgångsrik valde gruppen att göra om albumversionen av Don't Wanna Let You Go när den skulle släppas som singel. I musikvideon hemsöker gruppen ett besatt fan för att "skrämma upp" henne och "lära henne en läxa".
2001 kom gruppens tredje skiva. Detta album mottogs sämre än föregående album. Debutskivan 5ive sålde åtta miljoner, Invincible sju miljoner medan deras tredje skiva, Kingsize sålde fem miljoner. Fyra singlar släpptes från albumet varav två blev hitlåtar och en blev en mindre hit.
Samma år meddelade gruppen att de skulle splittras med anledning att medlemmarna inte längre fungerade tillsammans. Deras farväl till fansen blev Closer to Me, där man i videon får se delar av gruppens historia och framgångar.
Några av deras största hits är We Will Rock U, Everybody Get Up, Got the Feelin' och Don't Wanna Let You Go.
Fyra av gruppens fem originalmedlemmar gjorde 2006 en kort comeback.
2012 återförenades fyra av medlemmarna ännu en gång. Denna gång är det Jason "J" som lämnat gruppen och Sean som kommit tillbaka. I samband med återföreningen startade gruppen ett eget skivbolag.
Bandet medverkade i dokumentären "The Big Reunion" 31 januari 2013.
2022 släppte Five albumet "Time".

## Medlemmar
- Ritchie Neville, född 23 augusti 1979 (1997-2001, 2006-2007, 2012-nutid)
- Scott Robinson, född 22 november 1979 (1997-2001, 2006-2007, 2012-nutid)
- Sean Conlon, född 20 maj 1981 (1997-2001, 2012-nutid)

- Richard 'Abz Love' Breen, född 29 juni 1979 (1997-2001, 2006-2007, 2012-2014, 2025-nutid)
- Jason 'J' Brown, född 13 juni 1976 (1997-2001, 2006-2007, 2025-nutid)

## Diskografi

### Studioalbum
- 1998 - Five
- 1999 - Invincible
- 2001 - Kingsize
- 2002 - Greatest Hits
- 2022 - Time

### Singlar
- 1997 - Slam Dunk Da Funk
- 1998 - When the Lights Go Out
- 1998 - Got the Feelin'
- 1998 - Until the Time is Trough
- 1999 - Everybody Get Up
- 1999 - It's the Things You Do
- 1999 - If Ya Gettin' Down
- 1999 - Keep on Movin
- 1999 - How Do Ya Feel
- 2000 - Don't Wanna Let You Go
- 2000 - We Will Rock You
- 2001 - Let's Dance
- 2001 - Lay All Your Lovin' On Me
- 2001 - Rock The Party
- 2001 - Closer To Me
- 2021 - Keep on Movin (21 Remix)
- 2021 - Shangri-La
- 2021 - Making Me Fall
- 2021 - Warm Light
- 2021 - Reset
- 2021 - Time